# Albin Żabiński
Albin Żabiński (ur. 19 września 1883 w Głębowicach, zm. 27 sierpnia 1959 w Krakowie) – polski prawnik i ekonomista.

## Życiorys
Studia prawnicze odbył na Uniwersytecie Jagiellońskim w latach 1904–1908. Roczne studia w zakresie ekonomii odbył w 1909 r. w Wiedeńskiej Akademii Handlowej. W roku 1910 uzyskał doktorat w zakresie nauk prawnych na Uniwersytecie Jagiellońskim. W 1938 uzyskał tytuł profesora. Współtwórca Wyższego Studium Handlowego w Krakowie (obecny Uniwersytet Ekonomiczny w Krakowie). prorektor (1928–1939) oraz rektor (1939–1946) Akademii Handlowej w Krakowie (obecny Uniwersytet Ekonomiczny w Krakowie). Aresztowany podczas Sonderaktion Krakau, trafił do Sachsenhausen. Po powrocie z więzienia organizował tajne nauczanie. Po zakończeniu wojny zainaugurował działalność Akademii Handlowej w Krakowie. W 1951 został administracyjnie zwolniony ze stanowiska profesora Wyższej Szkoły Ekonomicznej w Krakowie postawiono mu zarzut, iż był „współwłaścicielem” prywatnej uczelni akademickiej, jaką była Akademia Handlowa. W rzeczywistości profesor Albin Żabiński nigdy nie był współwłaścicielem tej uczelni.
Został odznaczony Krzyżem Oficerskim Orderu Odrodzenia Polski (1946).
Pochowany na cmentarzu Rakowickim w Krakowie (kwatera AD-zach.-7).

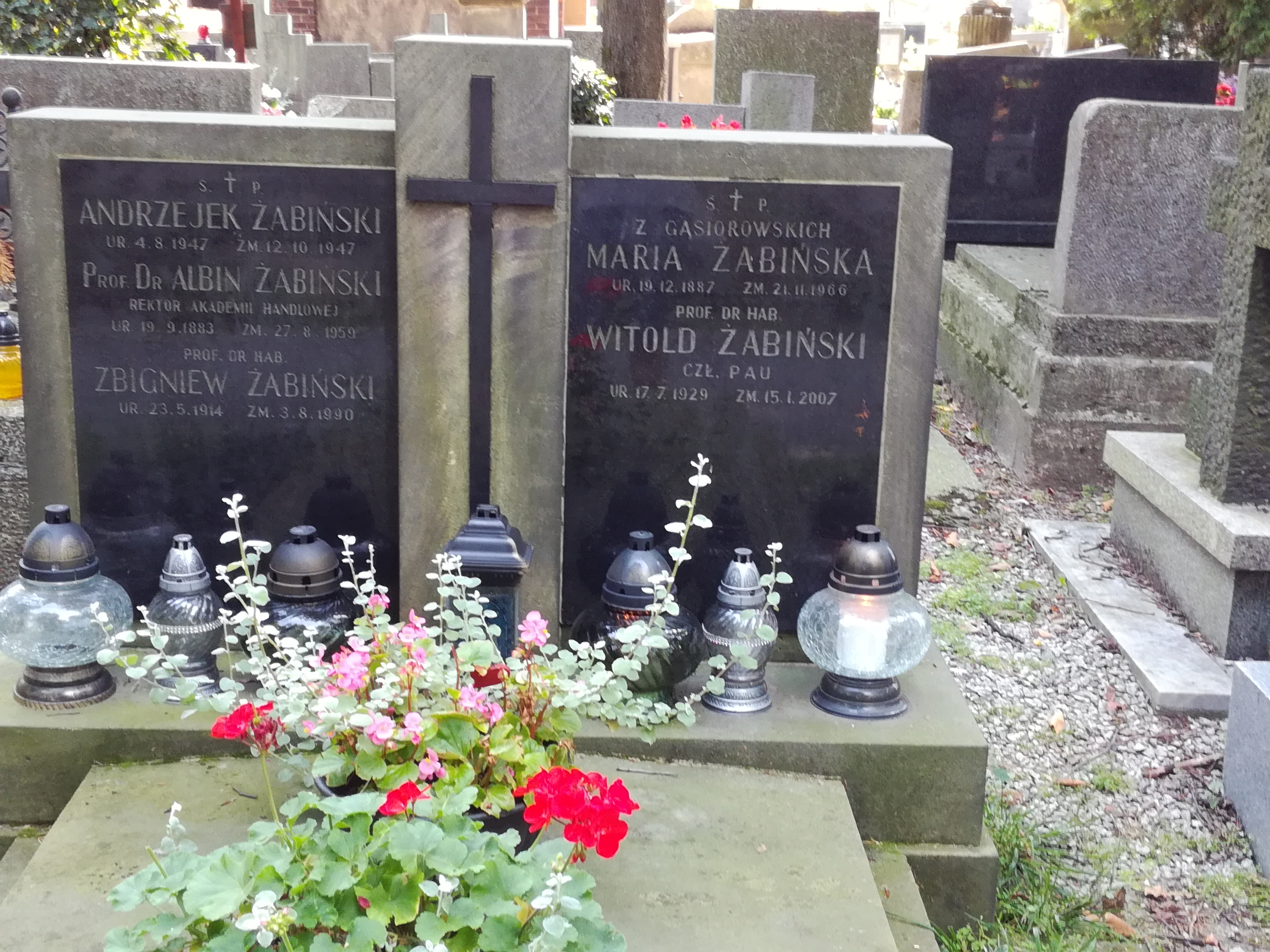
Grób Albina, Witolda i Zbigniewa Żabińskich na cmentarzu Rakowickim w Krakowie